# Alcis poktussaria
Alcis poktussaria är en fjärilsart som beskrevs av Eugen Wehrli 1943. Alcis poktussaria ingår i släktet Alcis och familjen mätare. Inga underarter finns listade i Catalogue of Life.